# Hôtel Ramery
L’hôtel Ramery est un ancien hôtel particulier situé 18 rue des Arts à Lille, dans le département du Nord.
Ce site est desservi par la station de métro Gare Lille-Flandres.

## Histoire
L'hôtel est édifié vers 1820 pour un trésorier aux finances.

## Architecture
Parmi les premières manifestations du style Empire à Lille, l'hôtel possédait un embarcadère qui donnait sur le canal des Sœurs Noires. Il n'en reste aujourd'hui que la façade intégrée dans un bâtiment entièrement rénové. Elle est constituée de trois pilastres à chapiteau corinthien délimitant deux travées percées au premier étage de deux fenêtres en plein cintre décorées de colonnes à chapiteau ionique portant des motifs de têtes.
Ce bâtiment fait l’objet d’une inscription au titre des monuments historiques depuis le 29 novembre 1985.

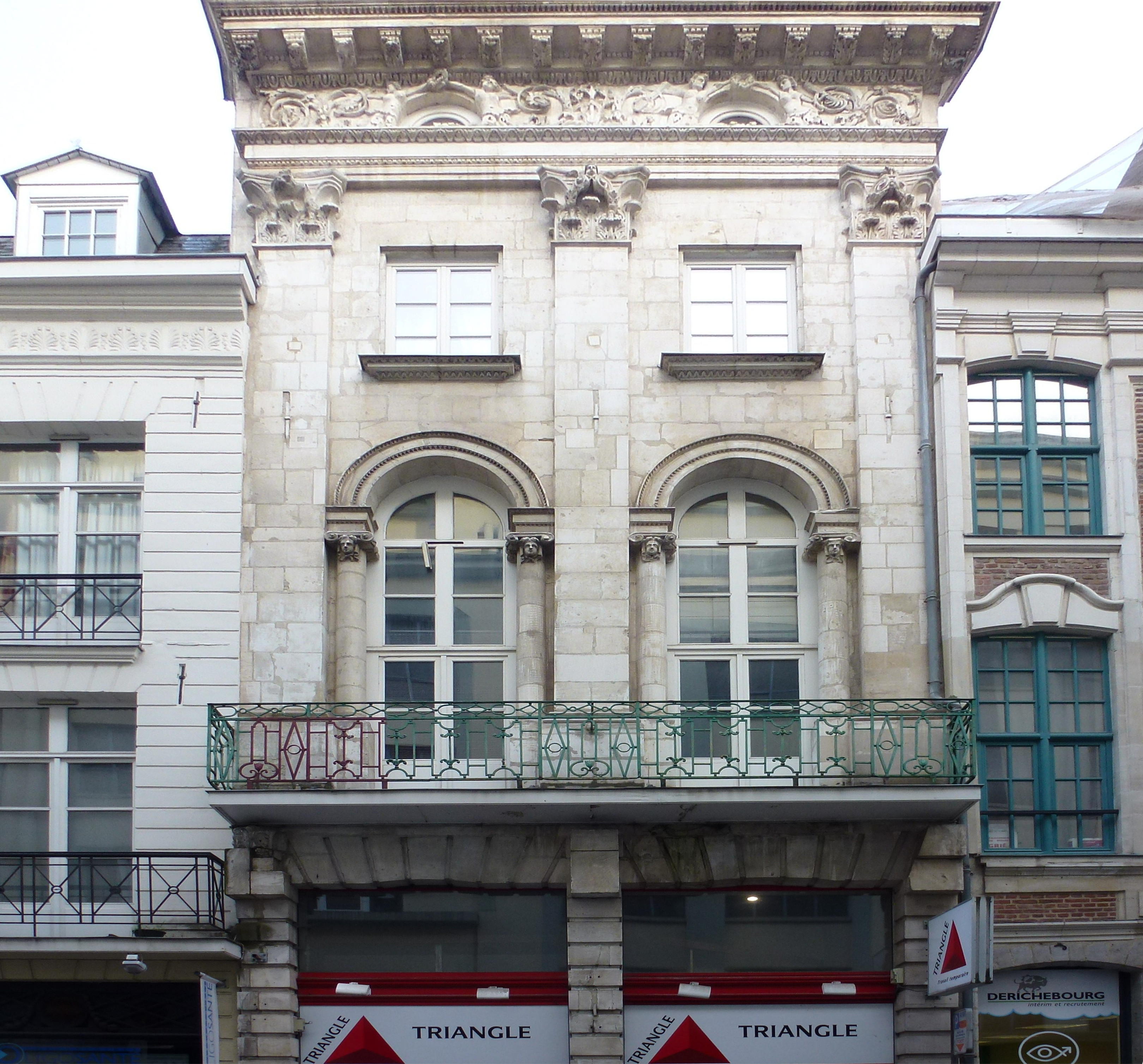
Balcon de l'Hôtel Ramery, 18 rue des Arts